# Amyloporiella
Amyloporiella là một chi nấm thuộc họ Polyporaceae.